# スーラジ・バルジャーティヤ
スーラジ・バルジャーティヤ（Sooraj Barjatya、1965年2月22日 - ）は、インドのボリウッドで活動する映画監督、映画プロデューサー、脚本家、映画配給者。メディア・コングロマリット企業ラージシュリー・プロダクションの会長も務めている。

## 生い立ち
ムンバイのマルワーリー家庭に生まれ、セント・メアリー・スクール、シンディア・スクールで教育を受ける。1986年にヴィニータ・バルジャーティヤと結婚し、3人の子供をもうけた。

## キャリア
マヘーシュ・バットの助監督としてキャリアをスタートさせ、24歳の時に祖父ターラーチャンド・バルジャーティヤに勧められ、彼が経営するラージシュリー・プロダクションで『私は愛を知った』を監督する。同作は興行的な成功を収め、バルジャーティヤは同作で俳優デビューしたサルマーン・カーンと共に高い評価を受けた。バルジャーティヤは同作でフィルムフェア賞 監督賞にノミネートされ、サルマーンはフィルムフェア賞 新人男優賞を受賞した。2人は1994年の『Hum Aapke Hain Koun..!』、1999年の『Hum Saath-Saath Hain』でコンビを組み、両作とも興行的な成功を収めている。2003年にリティク・ローシャン、カリーナ・カプール、アビシェーク・バッチャンを起用して『Main Prem Ki Diwani Hoon』を監督し、2006年にはシャーヒド・カプール、アムリタ・ラオを起用して『Vivah』を監督し、両作ともヒットを記録した。2015年にサルマン・カーンと組んで『プレーム兄貴、王になる』を監督し、同年のボリウッド映画興行成績第2位を記録するヒット作となった。
バルジャーティヤは全ての製作作品で「プレーム」という名前のキャラクターを登場させている。また、彼は作風について「私たちはマルワーリーの一員であり、壮大な儀式や結婚式を見て育ちました。私の映画で見られる豪華さは、子供のころに感じた印象が根底にあるのです」と語っている。

## フィルモグラフィ
- 私は愛を知った（英語版）（1989年） - 監督、脚本
- Hum Aapke Hain Koun..!（1994年） - 監督、脚本
- Hum Saath-Saath Hain（1999年） - 監督、脚本
- Main Prem Ki Diwani Hoon（2003年） - 監督、脚本
- Vivah（2006年） - 監督、脚本
- Ek Vivaah... Aisa Bhi（2008年） - 脚本
- プレーム兄貴、王になる（2015年） - 監督、脚本
- Uunchai（2022年） - 監督、脚本